# Cavour (C 550)
A Cavour (C 550) (olaszul "Portaerei Cavour" említik) az Olasz Haditengerészet zászlóshajója, repülőgép-hordozó. Nevét Camillo Benso di Cavourról, az olasz egységért sokat tett grófról kapta. A Giuseppe Garibaldi (C 551)-t megelőzve a legnagyobb hajó az Olasz Haditengerészetnél.
A repülőgépeken kívül a 2800 m² méretű hangárban 24 tank (jellemzően Ariete) és több más könnyebb szárazföldi egység is megtalálható.
Első küldetéseként 2010-es haiti földrengés utáni katasztrófa elhárítási munkákban vett részt.